# Naissance en 1358
Naissance
- 1354
- 1355
- 1356
- 1357
- 1358
- 1359
- 1360
- 1361
- 1362

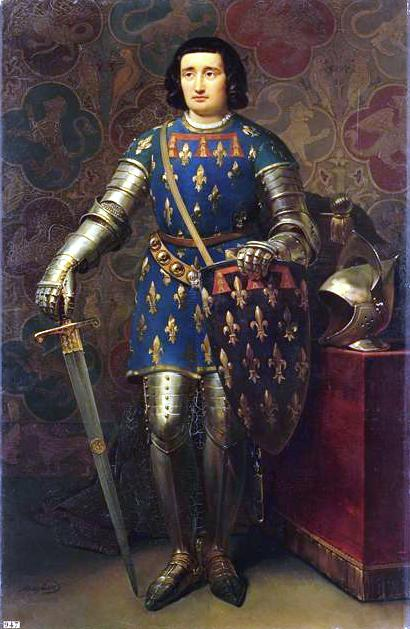
Philippe d'Artois, né en 1358.

Cette page dresse une liste de personnalités nées au cours de l'année 1358  :
- 20 février : Éléonore d'Aragon, reine consort de Castille.
- 24 août : Jean Ier de Castille, roi de Castille.
- 8 septembre : Sir Arnold Savage, parlementaire anglais.
- 25 septembre : Ashikaga Yoshimitsu, troisième des shoguns Ashikaga au Japon.

- Philippe d'Artois, comte d'Eu, pair et connétable de France.
- Élisabeth de Bohême, fille de l'empereur Charles IV et d'Anne de Schweidnitz.
- Anne de Forez, comtesse de Forez.
- Alphonse II de Gandie, comte de Ribagorce, de Denia, marquis de Villena et duc de Gandie.
- Élisabeth de Nuremberg, reine de Germanie et électrice palatine.
- Bartolomeo II della Scala, membre de la dynastie italienne des Scaliger qui domine Vérone et ses possessions.
- Ichijō Tsunetsugu, noble de cour japonais (kugyō) de l'époque de Muromachi.

## Crédit d'auteurs
- Cet article est partiellement ou en totalité issu de l'article intitulé « 1358 » (voir la liste des auteurs).